# Jean-Baptiste Broussier

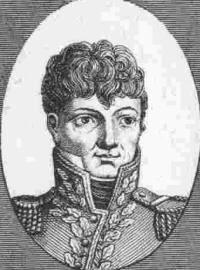
General Jean Broussier

Jean-Baptiste Broussier (* 10. Mai 1766 in Ville-sur-Saulx; † 13. Dezember 1814 in Bar-le-Duc) war ein französischer Divisionsgeneral während der Koalitionskriege.

## Leben
Broussier wurde als Sohn von Nicolas François Broussier und der Catherine geb. Fortin 1766 in Ville sur Saulx, in der Nähe von Bar sur Ornain (Département Meuse) geboren. Broussier war von seinen Eltern für das Priestertum bestimmt, absolvierte daher ein kirchliches Seminar in Toul.

### Im italienischen Koalitionskrieg
Nach Beginn der Koalitionskriege trat er 1791 in das 3. Bataillon der Freiwilligen des Bezirks Meurthe ein, wo er am 6. September zum Capitain gewählt wurde. Er debütierte bei der Zentralarmee unter General Beurnonville, dann bei der Mosel-Armee und wurde am 14. Dezember 1792 bei Wavre schwer verwundet. Am 15. Februar 1794 wurde er zum Bataillonskommandeur ernannt und trat am 26. April 1794 der 34. Halbbrigade bei der Sambre- und Maasarmee bei.
Am 20. Februar 1796 trat er zum 43. Linien-Regiment der Division Colaud über und wurde am Ende dieses Jahres an der Stirn verwundet. Im folgenden Jahr trat er zur Italienarmee über, wo er im März 1797 bei der Besetzung von Stepizza teilhatte und als einer der Ersten im Fort Klausen bei Tarvis eindrang. Bonaparte ernannte ihn vorläufig zum Chef der 34. Halbbrigade. Er wechselte nach Rom und wurde am 24. Oktober 1798 in den Stab der Division Duhesme befohlen. Er nahm am 7. Dezember an der Belagerung von Civita del Tronto und am 18. Dezember an der Besetzung von Pescara und im Januar 1799 an der Einnahme von Benevento teil. Er wurde von General Championnet am 23. Januar 1799 vorläufig zum Général de brigade ernannt (Rang am 15. Februar 1799 bestätigt) und überwand Bauern, welche den Weg durch die Caudinischen Pässe verlegten und nahm an der Eroberung von Neapel (21.–23. Januar) teil.
Mit der Division Duhesme führte er im Verband der Armee von Neapel Kämpfe gegen die Aufständischen von Apulien (Besetzung von Andria am 20. März und Trani am 2. April). Championnet wurde am 19. März 1799 vom Direktorium beauftragt General Duhemse wegen Veruntreuung von Kriegsgeldern anzuklagen, auch Broussier wurde als Schuldiger benannt. Ein Kriegsrat wurde aber nicht gebildet, stattdessen wurde Broussier noch im April freigelassen und erhielt am 25. November 1799 das Kommando über die Festung Valenciennes. Broussier wurde am 29. März 1800 zur Reserve-Armee versetzt die wieder nach Italien eilte. Innerhalb der Division Loison kämpfte er vor Fort Bard (25. Mai), belagerte er Pizzighettone (5. Juni) und am Übergang der Adda (12. Juni). Am nächsten Tag besetzten seine Truppen Cremona. Nach einem kurzen Besuch des Feldlagers von Amiens kehrte er am 12. Oktober 1800 zur Italienarmee zurück und kommandierte in der Division, die am 1. Januar 1801 am Übergang der Etsch beteiligt war. Er wurde dann zum Gouverneur von Mailand ernannt, eine Position, die er die nächsten zwei Jahre bekleidete.

### Im Feldzug 1805 und 1806
Im Jahr 1804 kehrte Broussier zurück, um die 1. Militärdivision in Paris zu übernehmen. Im folgenden Jahr 1805 wurde er zum General de División befördert. Am 22. September 1805 wurde er Kommandant des Zeughauses von Paris und am 7. November zum Stabschef der Nordarmee ernannt. Am 1. Februar 1805 kommandierte Broussier bis Februar 1806 die Reservedivision unter Lefebvre, bevor er im Juli 1806 abermals nach Italien geschickt wurde, wo er Sébastiani ablöste und das Kommando über die 2. Division des II. Korps erhielt.

### Im Feldzug von 1809 und 1812
In der Kampagne von 1809 blieb Broussier weiterhin unter dem Vizekönig von Italien für die 2. Division verantwortlich. Am 11. April wurde er bei Dignano von den Österreichern zurückgeschlagen, befehligte am 16. April bei Sacile den linken Flügel und übernahm nach dem Rückzug am 28. April das Kommando über die 1. Division des Korps Macdonald. Im Mai verfolgten Broussiers Truppen die Österreicher und kämpfte am Piave (8. Mai), Villanova (11. Mai), Präwald (16. Mai) und bei Tarvis (18. Mai). Dann besetzte seine Truppen am 21. Mai Laibach und rückte nach Graz vor. Im Juni blockierte er den Schlossberg, bevor er die Belagerung von Graz aufhob und seine Truppen evakuierte. Broussier besiegte dann den ungarischen Feldmarschalleutnant Ignácz Gyulay bei St. Leonhard und eroberte Graz vollständig zurück. Nach der Wiedervereinigung mit der Masse der Italien-Armee verstärkte er Napoleons Truppen an der Donau. Broussier und seine Division spielten eine wichtige Rolle beim Sieg in der Schlacht bei Wagram. Er wurde am 21. Juli 1809 zum Großoffizier der Ehrenlegion, dann im Oktober desselben Jahres zum Reichsgrafen ernannt und kehrte nach Italien zurück.
1810 kommandierte er das 2. Militärkorps des Königreichs Italien, dann ab 20. April 1811 die 2. Division des Beobachtungskorps Italiens. Er nahm ab Juni 1812 am Russischen Feldzug teil und führte unter dem Kommando von Eugène Beauharnais die 14. Division im IV. Armeekorps. Seine Truppen kämpften in der Schlacht bei Ostrowno (27. Juli), an der Moskowa (7. September), in der Schlacht von Malojaroslawez (24. Oktober) und Krasnoje (15. November).

### Lebensende
Während des Feldzugs von 1813 kommandierte er die 3. Division des Beobachtungskorps vor Mainz. Im November wurde er zum Militärkommandanten der Festung Straßburg und Kehl ernannt. Nach Napoleons Sturz trat er der Restauration bei und wurde er im Juni 1814 wurde er Militärgouverneur des Departements Maas bestellt und am 29. Juli 1814 zum Ritter des Ordens von St. Louis ernannt. Jean-Baptiste Broussier verstarb am 13. Dezember 1814 in Bar-le-Duc überraschend im Alter von nur 48 Jahren an einen Schlaganfall.